# Рефрижераторний вагон

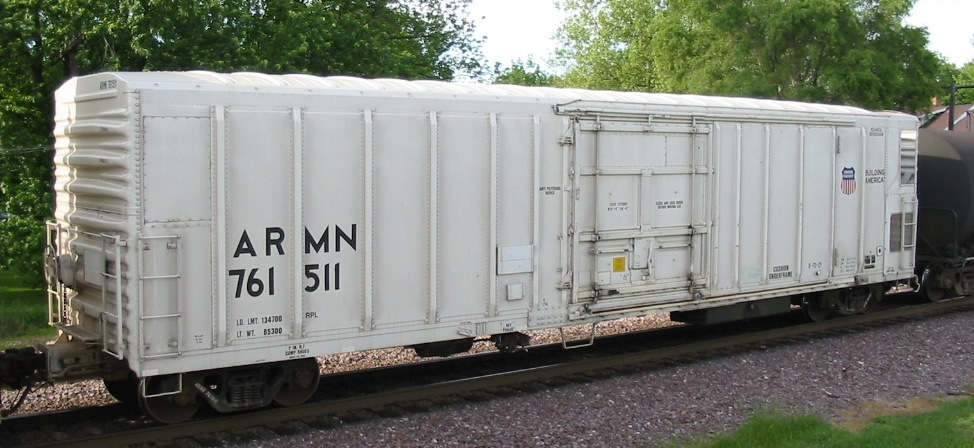
Сучасний рефрижераторний вагон ARMN 761511, США, 2005

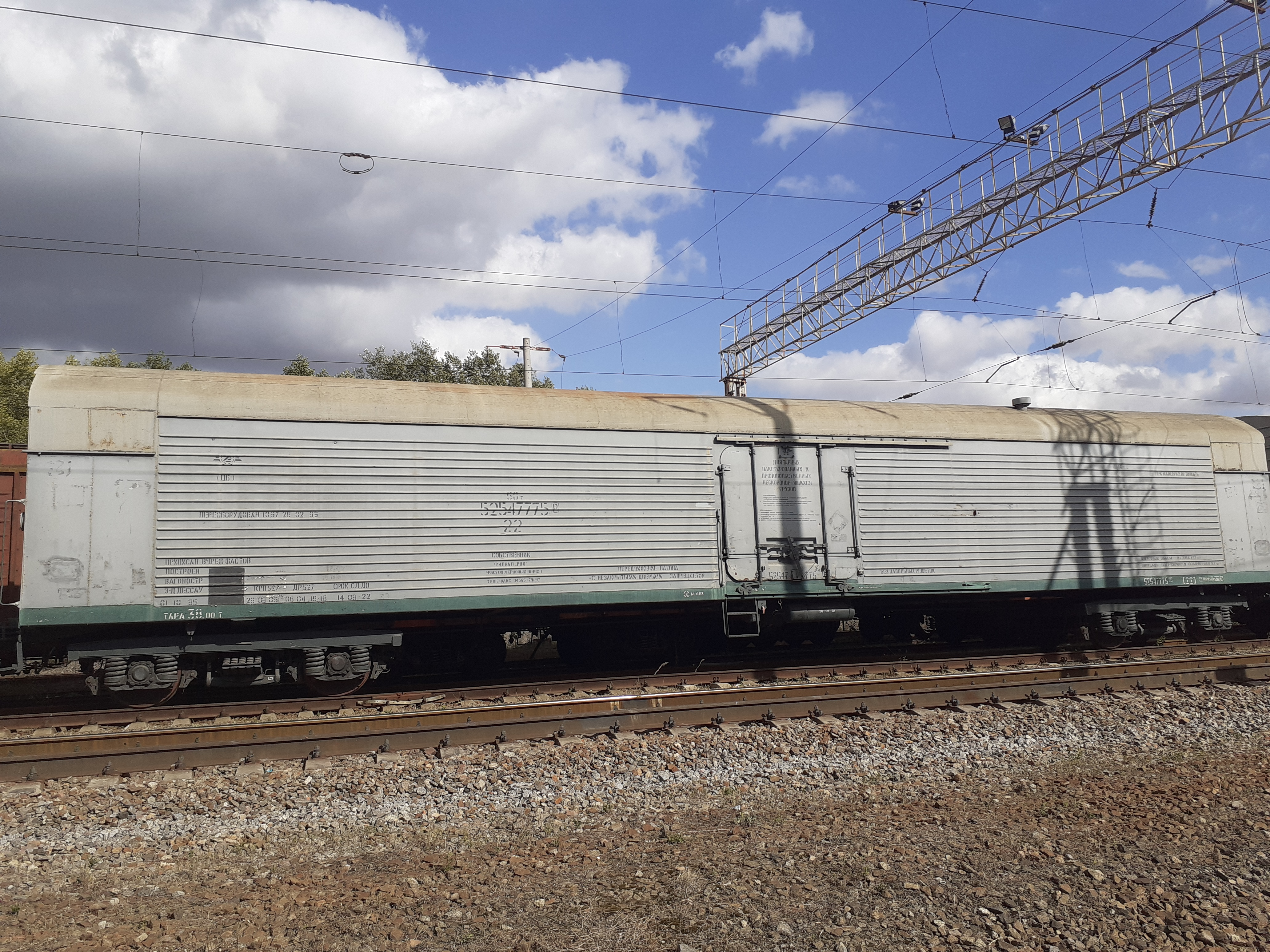
Поширений в Україні ще з радянських часів рефрижераторний вагон німецького заводу Дессау, Полтава, 2019

Рефрижера́торний ваго́н (від лат. refrigeratus — «охолоджений», від refrigero — «охолоджую») — універсальний критий вантажний вагон для перевезення вантажів, які швидко псуються і тривале зберігання яких можливе тільки при знижених температурах (часто при нижче 0 °C). Для дотримання умов, за яких вантаж не зазнає впливу фізико-хімічних і біогенних факторів, вагон забезпечений холодильною підсистемою.
Першим запропонував ідею створення «вагона-льодовні» (рефрижераторного вагона) вчений-технолог О. К. Крупський.
Рефрижераторні вагони — це ізотермічні вагони, що мають суцільнометалевий кузов з хребтовою балкою і термоізоляційним прошарком, що захищає внутрішній простір вагона і вантаж від теплового впливу ззовні. Основною відмінністю від інших ізотермічних вагонів є наявність машинного охолодження і електричного опалення. У холодильних машинах рефрижераторного рухомого складу використовують як холодоагенти аміак, хладон, а також енергію, вироблювану дизель-генераторами.
Більшість перевезень швидкопсувних вантажів залізницею здійснюється на відстані понад 600 км. Для перевезення режимних швидкопсувних вантажів, більшість з яких складають продукти харчування, на залізниці країни традиційно використовується спеціалізований ізотермічний рухомий склад.
Рефрижераторний рухомий склад класифікується: за складовою — поїзди (23- і 21-вагонні), секції (12- і 5-вагонні) та автономні вагони. За типом холодоагента холодильної установки — аміачні і хладонові. За системою холодопостачання — групової та індивідуальної (автономної). При груповій системі холод виробляється аміачними холодильними установками, розміщеними в центральному вагоні, та у вантажні вагони-холодильники передається холодоносієм (розчином хлористого кальцію CaCl2), при індивідуальній — вантажні вагони охолоджуються власними холодильними установками, розміщеними в кожному з них.

## Галерея

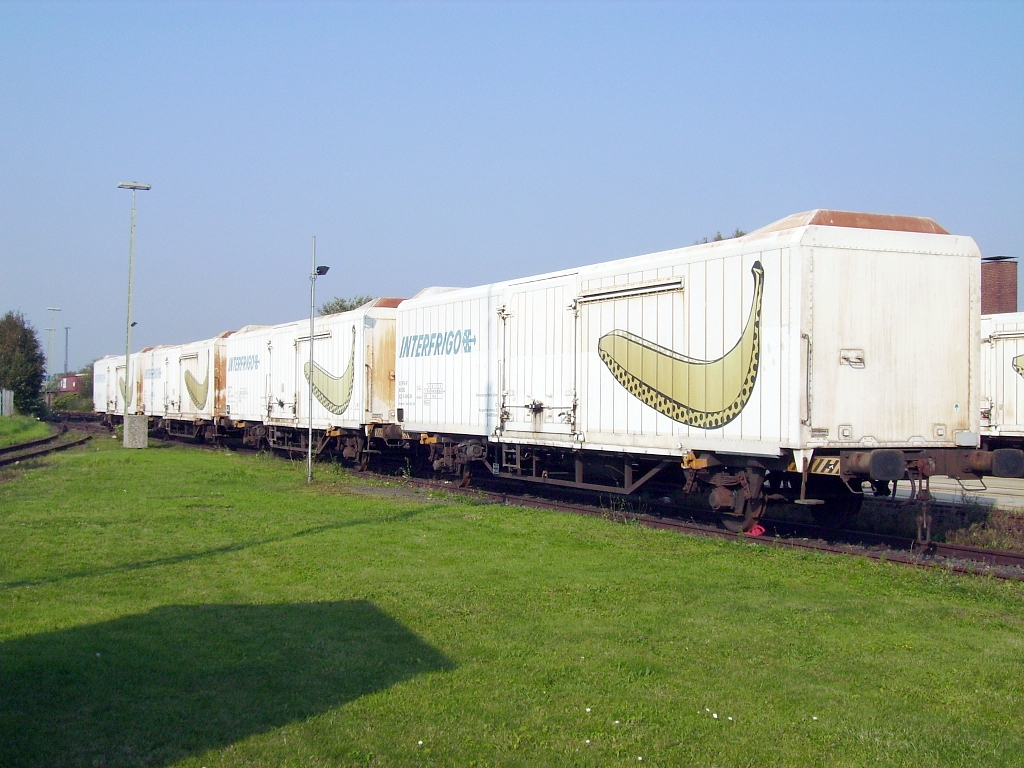
Вагон для перевезення бананів
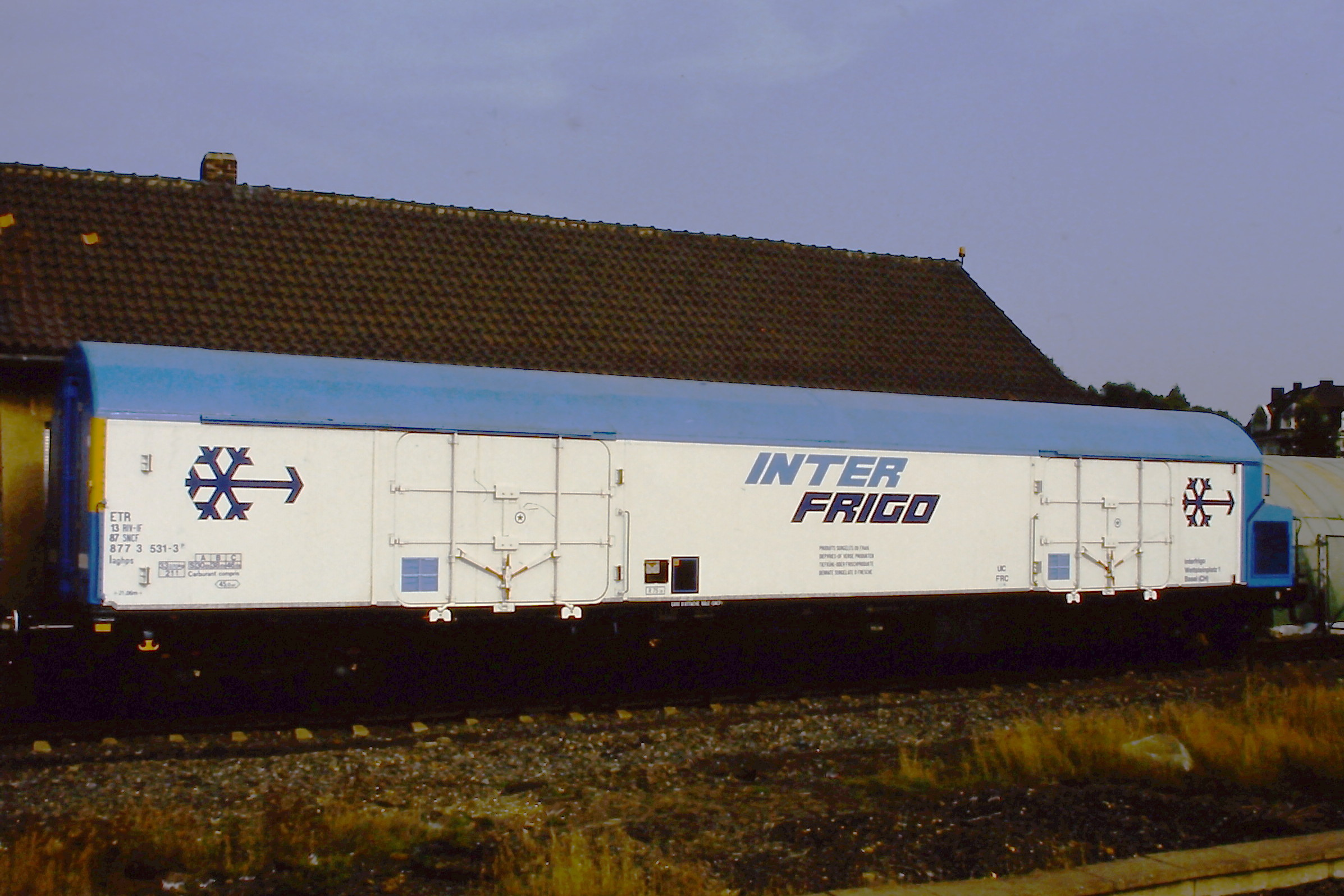
Вагон типу Iaghps
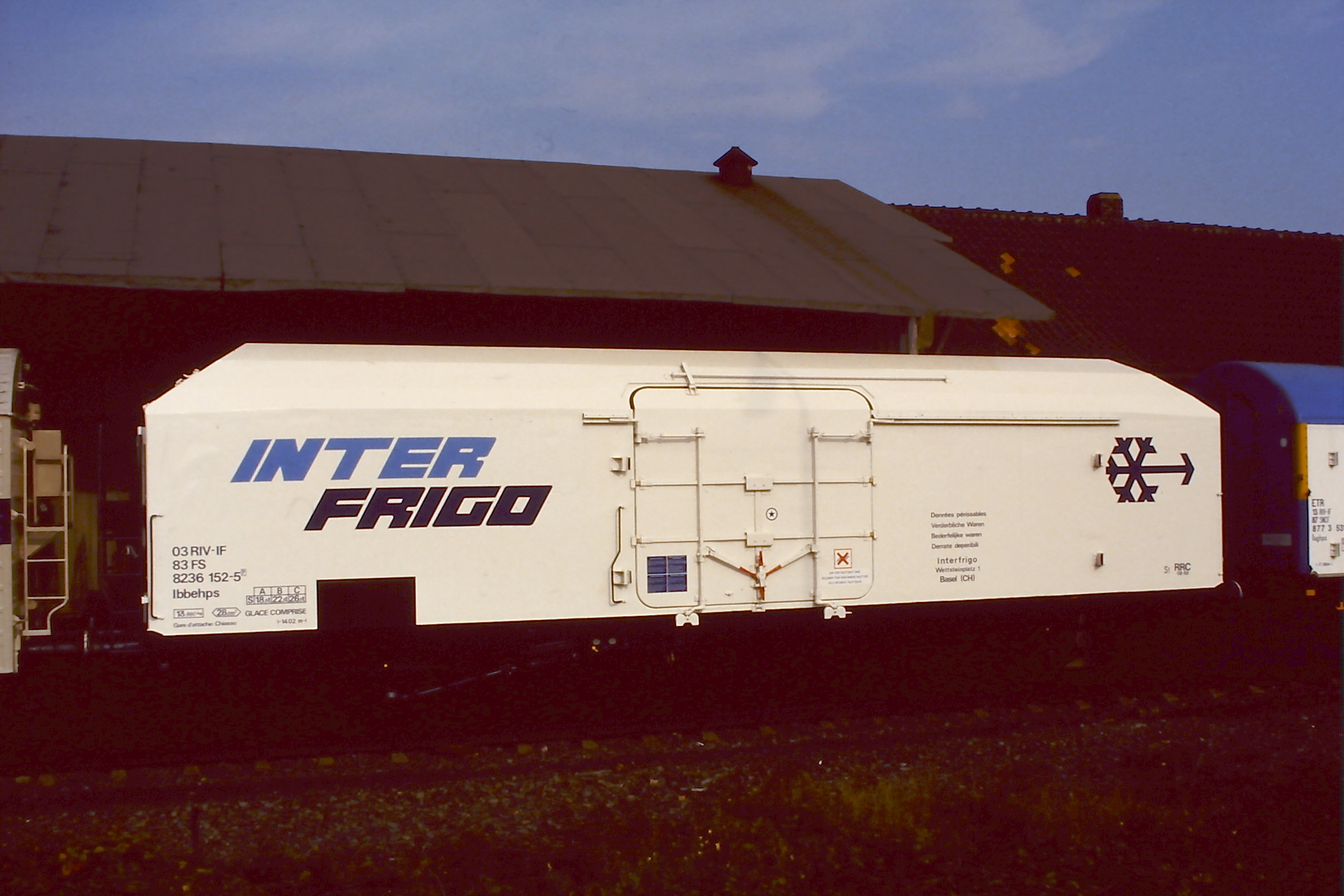
Вагон типу Ibbehps
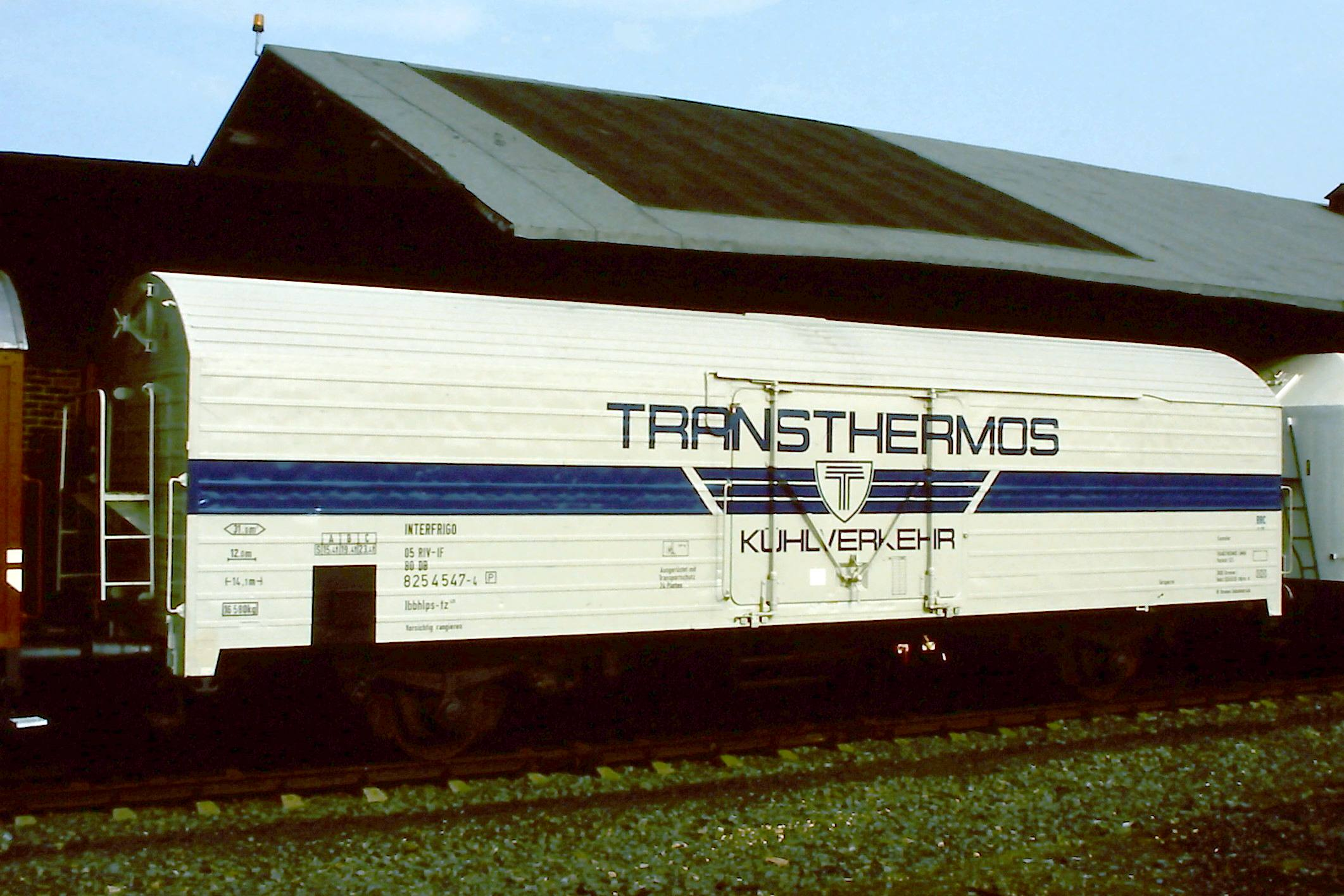
Вагон типу Ibbhlps-tz
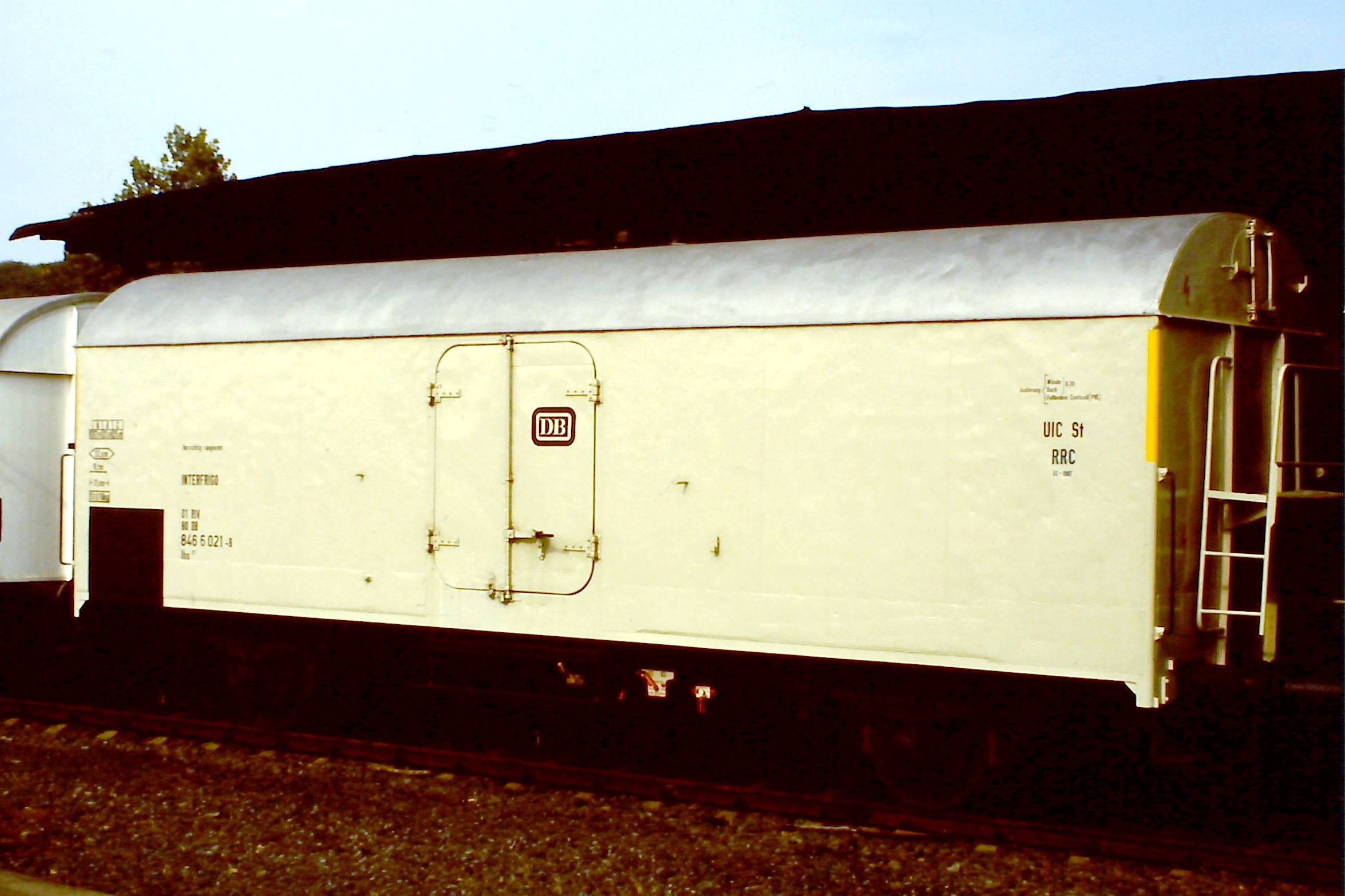
Вагон типу Ihs